# 10-е годы
10-е (деся́тые) го́ды по юлианскому календарю — промежуток времени с 1 января 10 года по 31 декабря 19 года, включающий 10 год 1-го десятилетия   и с 11 по 19 годы    2-го десятилетия I века 1-го тысячелетия.  Они закончились 2006 лет назад.

## Важнейшие события
- Походы Тиберия и Германика против германцев.
- Землетрясение в Малой Азии.
- Изгнание иудеев из Рима.
- Смерть Октавиана Августа и начало правления Тиберия[1][2][3].

## Значимые личности
- Октавиан Август, римский император (время правления — 27 год до н. э.—14)
- Тиберий, римский император (время правления — 14—37)
- Германик, римский полководец

## Культура
- Серебряный век римской литературы (до 117 года).
- Восстановление храма Согласия Тиберием.